# Nokia 1680 classic
Il Nokia 1680 classic è un telefonino prodotto dall'azienda finlandese Nokia.

## Caratteristiche
- Dimensioni: 108 x 46 x 15 mm
- Massa: 74 g
- Risoluzione display: 128 x 160 pixel a 64 000 colori
- Durata batteria in conversazione: 8 ore
- Durata batteria in standby: 424 ore (17 giorni)